# Rebecca Woods
Rebeca Woods est une surfeuse australienne née le 14 septembre 1984 à Copacabana, Nouvelle-Galles du Sud Australie.

## Palmarès
- 2008 : Billabong Ladies Pro, Rio de Janeiro Brésil (WQS 4 étoiles)
- 2005 : Championne du monde junior
- 2005 : Championne du monde WQS

## WCT
- 2007 :    9e
- 2006 :    6e
- 2005 :  13e